# Susila Dharma
 (juin 2008).
Si vous disposez d'ouvrages ou d'articles de référence ou si vous connaissez des sites web de qualité traitant du thème abordé ici, merci de compléter l'article en donnant les références utiles à sa vérifiabilité et en les liant à la section « Notes et références ».
Susila Dharma International Association (SDIA) est une association de 24 organisations nationales, 18 contacts nationaux, et 60 projets à l'œuvre dans 29 pays, engagée dans des activités sociales et humanitaires. SDIA est une organisation américaine sans but lucratif qui possède des statuts spécifiques en lien avec l'United Nations Economic and Social Council (ECOSOC) et l'UNICEF.
SDI est une organisation affiliée à l'Association Subud Mondiale. Subud, l'abréviation pour Susila Budhi Dharma, est une association de gens de toutes cultures et religions qui sont unis par une même expérience spirituelle. En tant que bras (ou "aile") d'aide sociale de Subud, SDIA est une organisation indépendante possédant son budget propre. En même temps, c'est aussi un réseau d'associations qui connecte des donateurs aux projets qu'ils soutiennent. 
SDI maintains consultative status with the United Nations Economic and Social Council (ECOSOC) and the UN Children's Fund (UNICEF).

## Histoire
Susila Dharma International a été fondé en 1969 comme organisation affiliée à l'Association Subud Mondiale.

## Projets
SDIA soutient des projets humanitaires et sociaux relatifs à la santé, l'éducation, le développement, l'aide d'urgence, etc. Les bénéficiaires sont situés en Indonésie, au Brésil, au Soudan, en Colombie, en Norvège, au Congo, à Cuba, en Équateur, en Inde, en Malaisie, au Vietnam, et en Argentine.